# Mercado González Ortega
El Mercado González Ortega es un mercado de la ciudad de Zacatecas. Ubicado en su centro histórico, data de 1889. Tras un incendio fue reconstruido e inaugurado en 1909. Su estilo combina elementos art-noveau con cantera rosa, característica de la arquitectura novohispana de la ciudad. Su estructura es de hierro colado, en tanto el exterior es de cantera. Se encuentra al oriente la Catedral Basílica de Zacatecas y en el poniente, la Plazuela Francisco Goitia. Honra al militar Jesús González Ortega.

## Historia
El espacio que ocupa el mercado fue ocupado en 1861 para realizar una feria para celebrar el triunfo de los liberales en la Guerra de Reforma. En 1889 se inauguró una construcción de tres pisos, en la que existían bodegas, locales comerciales y una toma de agua en la planta alta. En 1901 sufrió un incendio en las bodegas, por lo que el edificio fue completamente reconstruido y reinaugurado el 22 de diciembre de 1902.